# Drapeau de Sao Tomé-et-Principe
Le drapeau de Sao Tomé-et-Principe se compose de trois bandes horizontales, deux bandes vertes enserrant une bande jaune plus large, elle-même frappée de deux étoiles à cinq branches noires. Un coin rouge s’insère dans l’ensemble du côté du guindant.
Ce drapeau fut d'abord celui du parti indépendantiste, le Mouvement pour la libération de Sao Tomé-et-Principe – Parti social-démocrate, qui prendra le pouvoir à l’indépendance, à la seule différence que les bandes horizontales étaient de largeurs égales. Sa version originale est désignée par le futur président Manuel Pinto da Costa. Il fut adopté le 5 novembre 1975, soit quatre mois après l'indépendance de l'archipel.
Les couleurs sont celles du panafricanisme, mais une autre explication symbolique est aussi retenue : le rouge est celui du sang versé lors de la lutte pour l’indépendance, le jaune renvoie aux cacaoyers qui sont la principale ressource de l’archipel, et la végétation tropicale se retrouve dans le vert. Les deux étoiles représentent les deux îles formant le pays et le noir l’appartenance au continent africain.